# توگو مودا

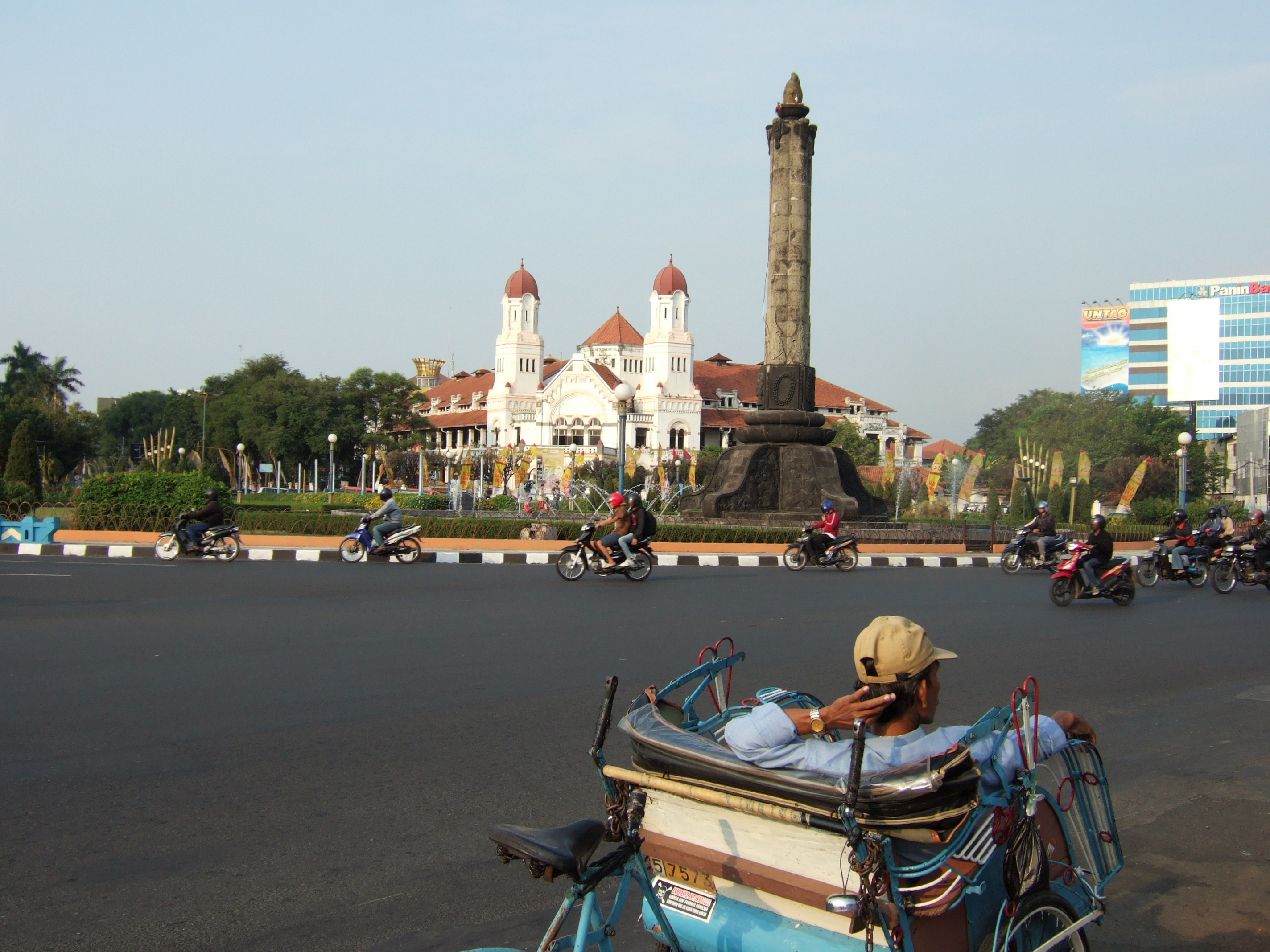
نمایی از توگو مودا

توگو مودا (انگلیسی: Tugu Muda) یک بنای سنگی در سمارانگ، جاوه مرکزی است که به یاد مبارزه برای استقلال توسط جوانان اندونزیایی در اندونزی می‌باشد. این بنا توسط رئیس‌جمهور احمد سوکارنو در ۲۰ مه ۱۹۵۳ برای بزرگداشت نبرد مداوم پنج روزه (نبرد سمارانگ) بین جوانان سمارانگ و یک گردان ژاپنی به رهبری سرگرد کیدو (وقوع از ۱۴ تا ۱۹ اکتبر ۱۹۴۵) ساخته شد.
نیروهای ژاپنی هلندی‌ها را به عنوان «برادر بزرگ آسیا» از اندونزی بیرون کردند. با این حال، ژاپنی‌ها نسبت به مخالفان ظالم تر از همتایان هلندی خود بودند.
بنای سنگی از پی، بدنه و سر تشکیل شده‌است. یک ضلع این بنا به صورت نقش‌برجسته با حوض‌های زینتی و باغ‌هایی در اطراف آن ساخته شده‌است.